# Tancredo Neves (Santa Maria)
Tancredo Neves (pronunciación portuguesa: [t'äkr'edu n'Evis], ‘Tancredo Neves’ presidente brasileño) es un barrio del distrito de Sede, en el municipio de Santa Maria, en el estado brasileño de Río Grande del Sur. Está situado en el oeste de Santa Maria.

## Villas
El barrio contiene las siguientes villas: Conjunto Residencial Piratini, Núcleo Habitacional Tancredo Neves, Tancredo Neves, Vila Canaã.

## Galería de fotos

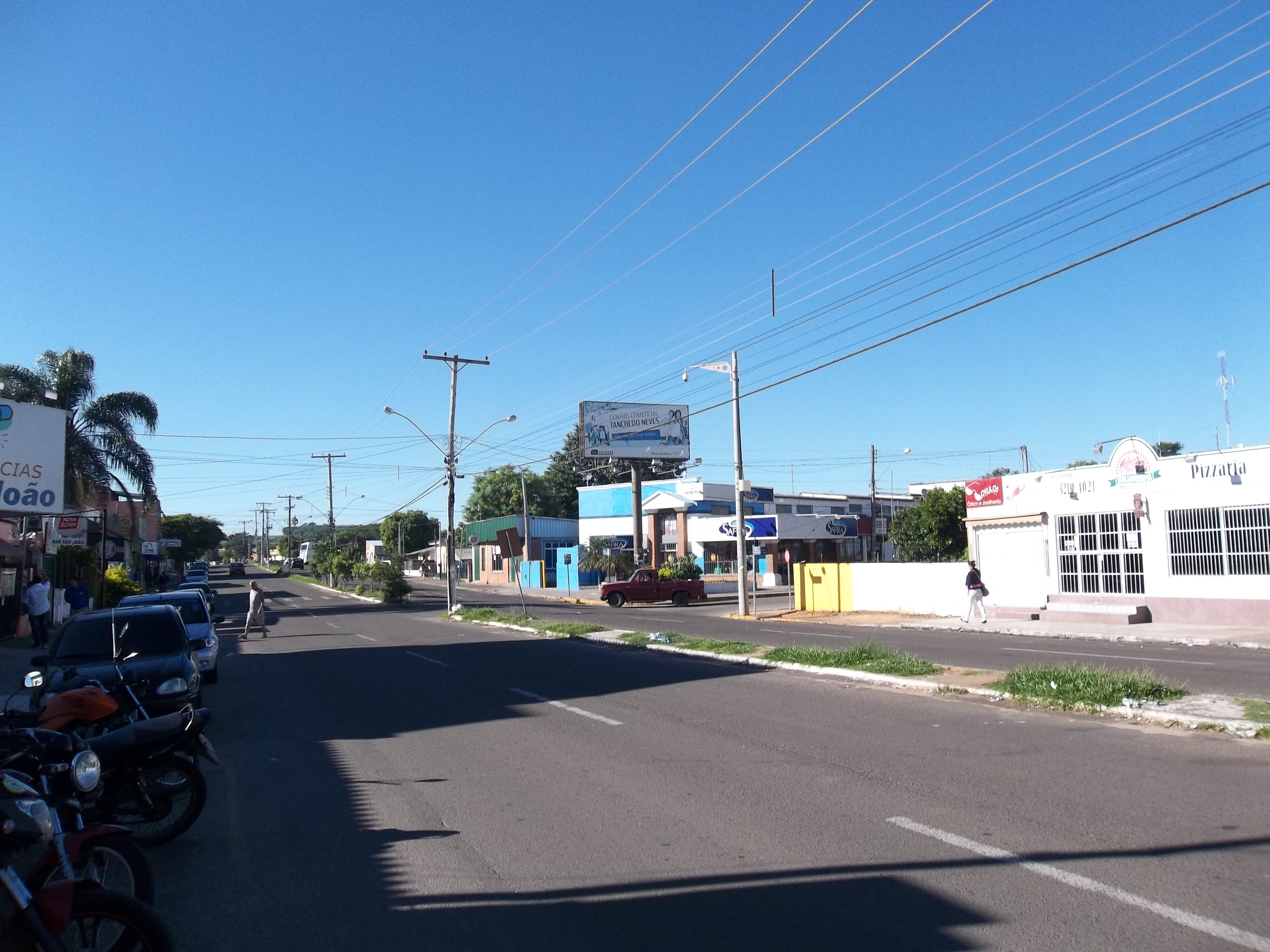
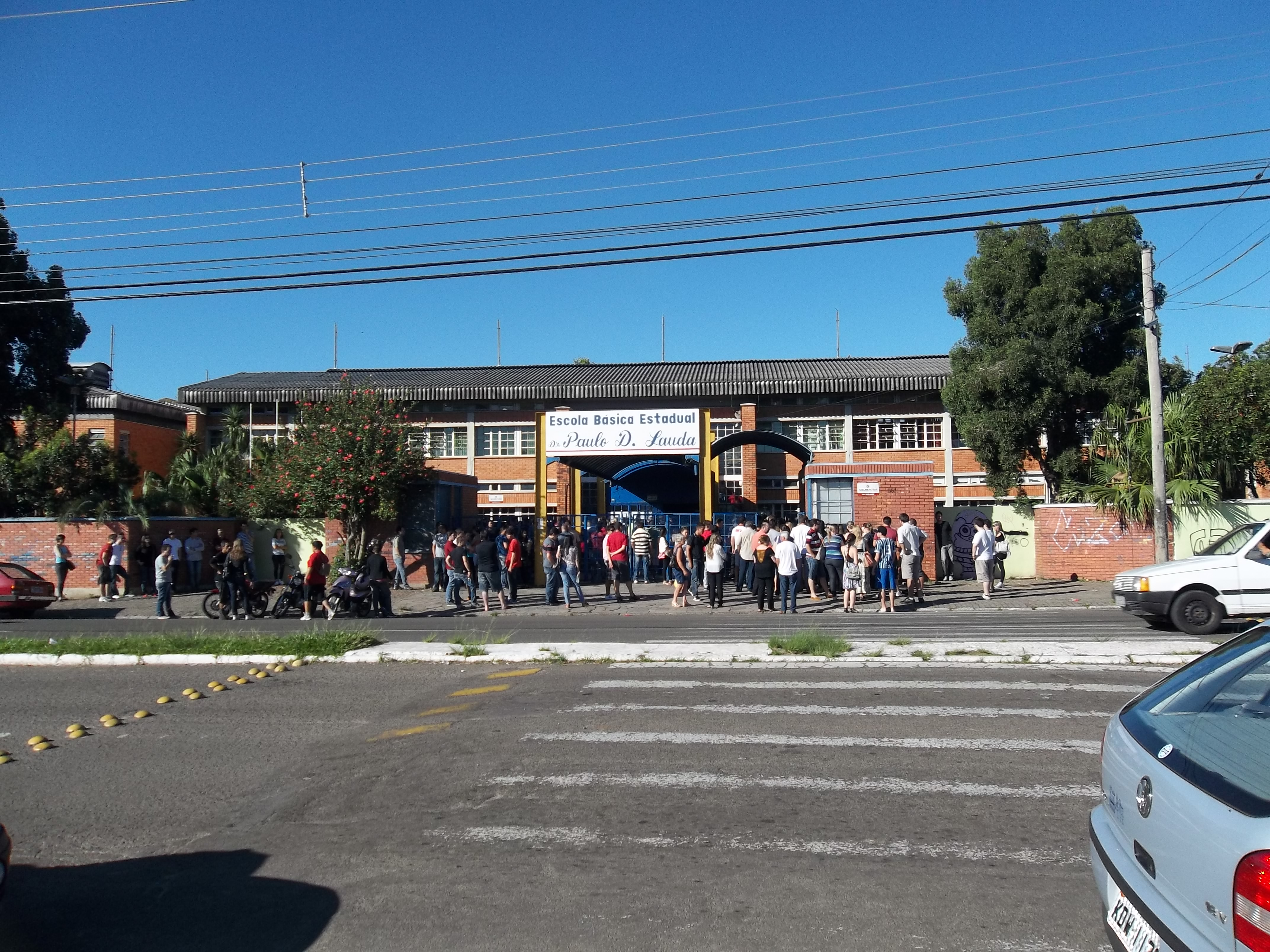
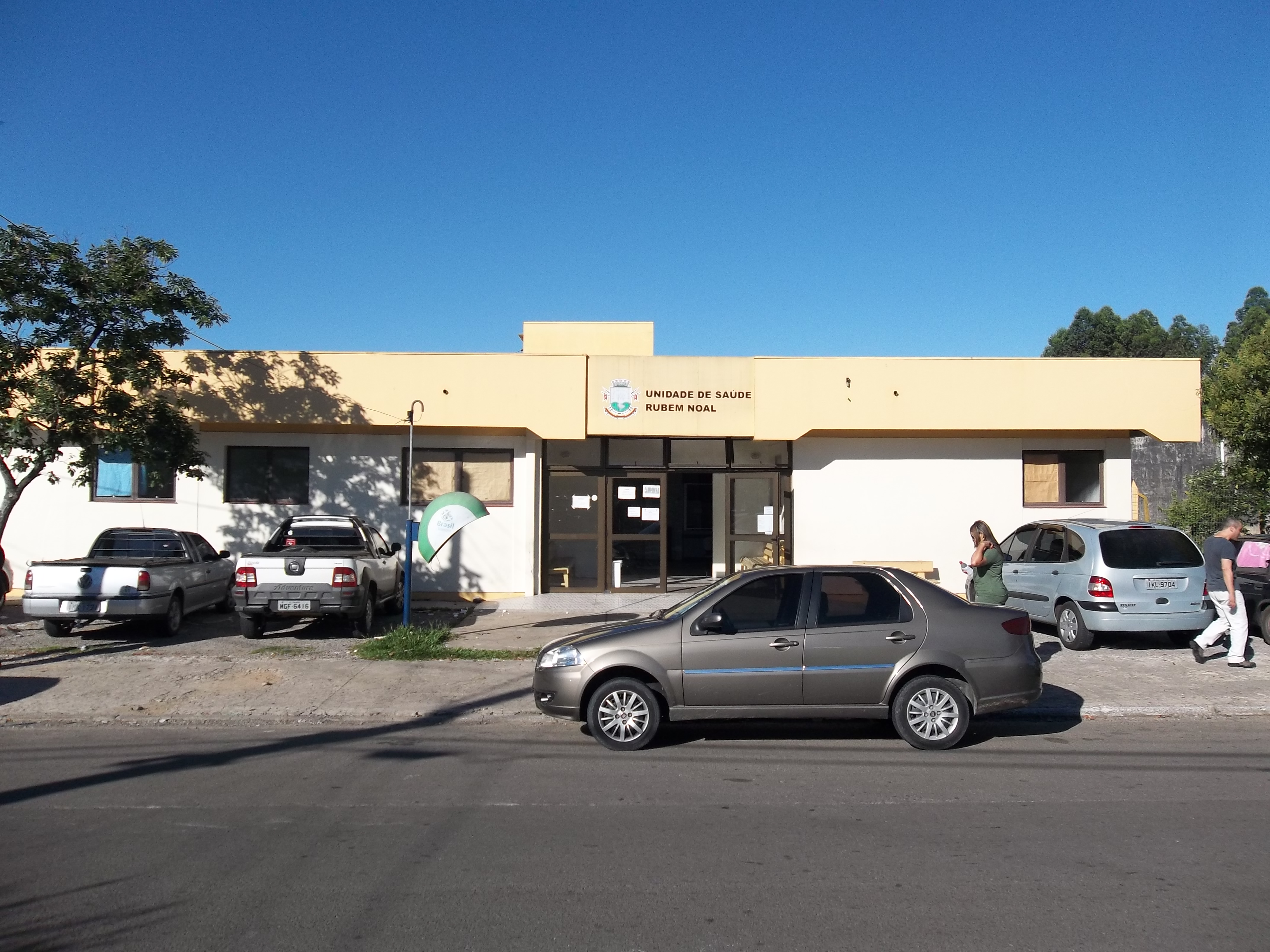

| Noroeste: Agroindustrial Boca do Monte | Norte: Agroindustrial / Pinheiro Machado | Nordeste: Pinheiro Machado          |
| Oeste: Boca do Monte                   |                                          | Este: Pinheiro Machado              |
| Suroeste: São Valentim                 | Sur: Boi Morto                           | Sureste: Pinheiro Machado Boi Morto |